# Oedipoda liturata
Oedipoda liturata är en insektsart som beskrevs av Le Guillou 1841. Oedipoda liturata ingår i släktet Oedipoda och familjen gräshoppor. Inga underarter finns listade i Catalogue of Life.